# USS Ammen (DD-527)
USS Ammen (DD-527) là một tàu khu trục lớp Fletcher được Hải quân Hoa Kỳ chế tạo trong Chiến tranh Thế giới thứ hai. Nó là chiếc tàu chiến thứ hai của Hải quân Mỹ được đặt theo tên Chuẩn đô đốc Daniel Ammen (1820–1898), người tham gia cuộc Nội chiến Hoa Kỳ. Nó được cho xuất biên chế không lâu sau khi Thế Chiến II kết thúc, tái biên chế trở lại năm 1951 và tiếp tục hoạt động cho đến khi xuất biên chế lần cuối cùng năm 1960 và bị bán để tháo dỡ năm 1961. Nó được tặng thưởng tám Ngôi sao Chiến trận do thành tích phục vụ trong Thế Chiến II.

## Thiết kế và chế tạo
Ammen được đặt lườn tại xưởng tàu của hãng Bethlehem Shipbuilding Corporation, ở San Francisco, California vào ngày 29 tháng 11 năm 1941. Nó được hạ thủy vào ngày 17 tháng 9 năm 1942; được đỡ đầu bởi cô Eva Ammen; và nhập biên chế vào ngày 20 tháng 3 năm 1943 dưới quyền chỉ huy của Hạm trưởng, Trung tá Hải quân John C. Daniel.

## Lịch sử hoạt động

### Alaska, 1943
Ammen ra khơi vào ngày 30 tháng 3 năm 1943 để đi San Diego, California, hoàn tất chuyến chạy thử máy huấn luyện. Nó rời San Diego vào ngày 20 tháng 4 và đi đến San Pedro vào ngày hôm sau. Hai ngày sau, nó lên đường đi sang vùng biển Alaska trong thành phần hộ tống cho Lực lượng Đặc nhiệm 51, được hình thành chung quanh thiết giáp hạm Pennsylvania (BB-38). Lực lượng đi đến Cold Bay, Alaska vào ngày 1 tháng 5, và mười ngày sau đó đã tham gia cuộc đổ bộ lên đảo Attu. Trong trận này, nhiệm vụ chính của nó là bảo vệ chống tàu ngầm và phòng không cho những tàu chiến tham gia cuộc tấn công. Do những mối đe dọa từ trên không hoàn toàn vắng bóng, và hoạt động của tàu ngầm đối phương rất yếu, nó không hề nổ phát súng nào, nhưng phải vất vả chống chọi thời tiết khắc nghiệt của vùng cực Bắc.
Hoàn tất lượt phân công, Ammen quay trở về California, về đến San Diego vào ngày 31 tháng 5. Nó trải qua hai tuần lễ sửa chữa tại đây trước khi lên đường hướng lên phía Bắc, đến San Francisco nơi nó tiếp tục chạy thử máy sau đại tu. Vào ngày 11 tháng 7, nó rời San Francisco hộ tống một đoàn tàu vận tải hướng đến Alaska, đi đến một điểm cách đảo Adak 900 mi (1.400 km) nơi chuyển giao nhiệm vụ cho các tàu hộ tống khác. Nó về đến San Francisco vào ngày 21 tháng 7, nhưng chỉ ở lại đây tám ngày, khi nó ra khơi vào ngày 29 tháng 7 cùng một đoàn tàu vận tải khác hướng đến Alaska, hộ tống chúng đi đến cảng Adak vào ngày 5 tháng 8.
Ammen bắt đầu chuẩn bị cho việc tấn công chiếm đóng Kiska, nhưng chiến dịch này lại trở nên vô ích, đơn giản chỉ vì Nhật Bản đã bí mật triệt thoái lực lượng khỏi hòn đảo này ngay trước cuộc tấn công. Nó quay trở về Adak vào ngày 12 tháng 9, và ở lại đây cho đến ngày 24 tháng 9, khi nó lên đường, ghé qua Kiska vào ngày hôm sau, rồi hướng đến Trân Châu Cảng, đến nơi vào ngày 2 tháng 10. Nó trải qua chín ngày tiếp theo thực hành tác xạ, ngư lôi và kỹ thuật chống tàu ngầm. Vào ngày 11 tháng 10, nó cùng tàu khu trục Bush rời Trân Châu Cảng, quay trở lại Adak vào ngày 16 tháng 10, và trong sáu tuần lễ tiếp theo sau hoạt động tuần tra tại vùng biển Aleut.

### New Guinea, 1943 – 1944
Ammen rời Adak vào ngày 26 tháng 11 để hướng sang khu vực Tây Nam Thái Bình Dương. Nó ghé qua Trân Châu Cảng trong năm ngày trước khi tiếp tục hành trình vào ngày 9 tháng 12, đi ngang qua Funafuti thuộc quần đảo Ellice và Espiritu Santo thuộc quần đảo New Hebrides, đi đến vịnh Milne, New Guinea vào ngày 18 tháng 12. Tại đây, nó gia nhập Đệ Thất hạm đội, và trong chín tháng tiếp theo, nó tham gia một loạt các chiến dịch nằm giành lấy quyền kiểm soát bờ biển phía Bắc của từ tay Nhật Bản, cũng như cô lập các căn cứ chủ lực của đối phương trên chuỗi quần đảo Bismarck tại Rabaul trên đảo New Britain và Kavieng thuộc New Ireland. Từ cuối tháng 12 năm 1943 đến cuối tháng 1 năm 1944, trong thành phần Lực lượng Đặc nhiệm 74, đơn vị tuần dương bắn phá dưới quyền Chuẩn đô đốc Hải quân Anh Victor A. C. Crutchley, nó hỗ trợ cho cuộc đổ bộ của lực lượng Đồng Minh lên mũi Gloucester ở phía cực Tây New Britain. Ngoài việc bảo vệ chống tàu ngầm và phòng không cho các tàu chiến lớn, nó còn đảm nhiệm việc di tản những người bị thương khỏi chiến trường và bắn phá bờ biển.
Sang tháng 2, Ammen viếng thăm Sydney, Australia, rồi quay trở lại khu vực New Guinea tại vịnh Milne vào ngày 22 tháng 2. Nó lên đường một tuần sau đó hộ tống một đơn vị đặc nhiệm tàu đổ bộ LST, đưa lực lượng tăng viện cho cuộc trinh sát chiến đấu đảo Los Negros, nhằm mục đích chiếm đóng quần đảo Admiralty. Vào đầu tháng 3, nó bắn pháo hỗ trợ cho lực lượng bình định Los Negros và chống trả các cuộc không kích của đối phương. Từ ngày 17 đến ngày 19 tháng 3, nó tham gia cùng các tàu khu trục Beale (DD-471), Daly (DD-519), Hutchins (DD-476) và Mullany (DD-528) trong một nỗ lực không kết quả để càn quét tàu bè đối phương dọc theo bờ biển New Guinea, gần cứ điểm Wewak còn do đối phương chiếm giữ.
Sau nhiều tuần được bảo trì tại vịnh Milne và thực tập huấn luyện tại khu vực phụ cận, Ammen lại ra khơi vào ngày 18 tháng 4 cùng Lực lượng Đặc nhiệm 74 của đô đốc Crutchley để hỗ trợ cho bước nhảy cóc tiếp theo dọc bờ biển phía Bắc New Guinea: cuộc đổ bộ lên Aitape-Hollandia. Trong cuộc tấn công lên vịnh Tanamerah, nó tuần tra chống tàu ngầm và phòng không để bảo vệ cho các tàu hỗ trợ hỏa lực của lực lượng, cũng như tham gia bắn pháo theo yêu cầu. Sau đó nó gia nhập thành phần hộ tống cho Đội đặc nhiệm 78.2, một trong hai lực lượng đặc nhiệm tàu sân bay hộ tống có vai trò hỗ trợ gần mặt đất cho binh lính trên bờ, cho đến giữa tháng 5.
Sau khi được nghỉ ngơi tại Manus, Ammen rời cảng Seeadler vào giữa tháng 5 cùng các tàu tuần dương và tàu khu trục của Hoa Kỳ và Australia dưới quyền chỉ huy của đô đốc Crutchley. Lực lượng hướng đến Hollandia, New Guinea, nơi họ trực chiến ngoài khơi bảo vệ cho lực lượng tấn công tập trung tại đây. Sau hoàng hôn ngày 16 tháng 5, toàn lực lượng bắt đầu hành trình đi đến khu vực Wakde-Sarmi về phía Tây Bắc New Guinea. Từ ngày 17 đến ngày 21 tháng 5, nó và các đồng đội nả pháo xuống các mục tiêu Nhật Bản hỗ trợ cho binh lính chiếm đóng khu vực.
Vào ngày 27 tháng 5, Ammen hiện diện ngoài khơi Biak thuộc quần đảo Schouten, ngay phía Bắc đầu cực Tây của New Guinea. Trong quá trình tấn công đổ bộ lên Bosnik trên bờ biển Đông Nam Biak, các khẩu pháo của nó đã lại nhắm vào các vị trí đối phương. Sau các đợt đổ bộ ban đầu, lực lượng tuần dương-khu trục của nó luân phiên cùng Lực lượng Đặc nhiệm 75 dưới quyền Chuẩn đô đốc Russell S. Berkey, được hình thành chung quanh các tàu tuần dương hạng nhẹ Phoenix (CL-46), Nashville (CL-43) và Boise (CL-47), trong việc bảo vệ lực lượng tấn công khỏi các cuộc can thiệp trên không và mặt biển của đối phương. Đội của nó đã chống trả nhiều đợt không kích cũng như ngăn chặn một đợt tăng viện bởi tàu khu trục đối phương trong đêm 8-9 tháng 6. Lực lượng hoàn tất chiến dịch Biak vào nữa cuối tháng 6, quay trở về cảng Seeadler cho một tuần lễ nghỉ ngơi và bảo trì.
Vào ngày 30 tháng 6, Ammen ra khơi trong thành phần hộ tống một lực lượng bắn phá cho nhiệm vụ chiếm đóng Noemfoor, một đảo nằm giữa Biak và Vogelkop. Trong cuộc đổ bộ diễn ra vào ngày 2 tháng 7, các khẩu pháo của nó không cần cho hỗ trợ hỏa lực, chỉ làm nhiệm vụ phòng không và chống tàu ngầm. Cho đến khi hoàn thành nhiệm vụ trong cuộc chiếm đóng Noemfoor và sân bay Sansapor vào cuối tháng 7, chiếc tàu khu trục đã bắn pháo quấy phá các vị trí đồn trú Nhật Bản bị bỏ qua dọc theo bờ biển New Guinea từ căn cứ ở Aitape. Trong bốn ngày cuối tháng 7, nó tham gia cuộc đổ bộ không bị kháng cự lên mũi Sansapor ở bờ biển Tây Bắc Vogelkop. Nó sau đó đi đến Sydney, Australia để nghỉ ngơi vào bảo trì trong 18 ngày.
Ammen lên đường quay trở lại vùng chiến sự vào ngày 26 tháng 8, đi ngang qua vịnh Milne, New Guinea, và đi đến cảng Seeadler thuộc Manus vào ngày 1 tháng 9. Nó trải qua những ngày đầu tháng 9 để thực hành và bảo trì tại Manus, vào ngày 11 tháng 9 đã lên đường đi Morotai cho một cuộc đổ bộ khác mà không gặp sự kháng cự. Nó chỉ ở lại Morotai hai ngày trước khi quay trở lại cảng Seeadler ngang qua Mios Woendi.

### Philippines, 1944
Ammen ở lại Manus từ ngày 29 tháng 9 đến ngày 11 tháng 10, khi nó lên đường trong thành phần một lực lượng lớn để đổ bộ lên đảo Leyte thuộc Philippines. Hành trình đưa nó đi dọc theo bờ biển phía Bắc New Guinea, khi tại vịnh Humboldt, nó tham gia thành phần hộ tống cho chiếc Wasatch (AGC-9), soái hạm chỉ huy lực lượng tấn công. Lực lượng nhổ neo lên đường vào ngày 15 tháng 10 để hướng đến vịnh Leyte, đến nơi trước bình minh ngày 20 tháng 10. Việc bắn phá chuẩn bị được tiến hành từ khoảng 07 giờ 00 và kéo dài cho đến 09 giờ 45 phút, khi các xuồng đổ bộ tiếp cận bờ. Được phân công đơn thuần bảo vệ cho soái hạm, Ammen chỉ chứng kiến những cuộc phản công của máy bay và tàu ngầm đối phương, và trong năm ngày đầu của trận chiến, con tàu làm nhiệm vụ bảo vệ phòng không và chống tàu ngầm cho Wasatch, hộ tống chiếc soái hạm quay trở ra biển khi rút lui vào ban đêm khỏi vịnh San Pedro.
Ammen đã không tham gia các hai cuộc đối đầu mặt biển lớn trong khuôn khổ trận Hải chiến vịnh Leyte, khi Hạm đội Liên hợp Nhật Bản phản công nhằm tìm cách đẩy lui cuộc đổ bộ xuống Philippines. Khi nó được cho tách ra để gia nhập Đội đặc nhiệm 77.3 vào xế trưa ngày 25 tháng 10 để canh phòng lối ra vào vịnh Leyte, phía Nhật Bản đã lật ngữa các quân bài của họ: Lực lượng phía Nam dưới quyền Phó đô đốc Shoji Nishimura tìm cách băng qua eo biển Surigao đã bị các thiết giáp hạm, tàu tuần dương và tàu khu trục dưới quyền Chuẩn đô đốc Jesse B. Oldendorf tiêu diệt; còn Lực lượng Trung tâm hùng hậu dưới quyền Phó đô đốc Takeo Kurita, vốn bao gồm cả thiết giáp hạm khổng lồ Yamato, vốn đã vượt qua eo biển San Bernardino đã quay đầu rút lui sau khi gặp sự kháng cự của các tàu sân bay hộ tống cũng như của lực lượng bảo vệ chúng vốn chỉ là những tàu khu trục và tàu khu trục hộ tống nhỏ bé.
Cho dù nỗ lực phản công chính đã bị thất bại, sự kháng cự tại chỗ của lực lượng Nhật Bản vẫn còn rất đáng kể; vì vậy Ammen đã liên tiếp tục vụ cùng những đội hình phòng ngự khác nhau trong giai đoạn tiếp theo. Nó gia nhập Đội đặc nhiệm 77.3 vào xế trưa ngày 25 tháng 10 để giúp phòng thủ lối tiếp cận phía Đông của vịnh Leyte, kép dài cho đến ngày 27 tháng 10 khi nó được điều sang Đội đặc nhiệm 77.4, đội tàu sân bay hộ tống vốn đã bị thiệt hại ngoài khơi Samar vào ngày 25 tháng 10. Không lâu sau, nó được phân về Đơn vị Đặc nhiệm 77.4.2 ("Taffy 2"), hình thành chung quanh Natoma Bay (CVE-62) và năm tàu sân bay hộ tống khác, và phục vụ cùng đơn vị này cho đến sáng ngày 29 tháng 10, khi nó được điều trở lại Đội đặc nhiệm 77.2 bên trong vịnh Leyte. Cuối ngày hôm đó, nó làm nhiệm vụ bảo vệ cho soái hạm của Đội đặc nhiệm 77.1.
Bị đánh bại trên mặt biển, Nhật Bản tìm mọi nỗ lực phản công trên không. Ammen trải qua nữa đầu tháng 11 chống trả các cuộc không kích của máy bay đối phương. Vào ngày 11 tháng 11, một máy bay ném bom Yokosuka P1Y "Frances" hai động cơ bị hỏa lực phòng không của nó bắn cháy vẫn cố đâm xuống cách cầu tàu 15 ft (4,6 m), làm hư hại đèn pha tìm kiếm và hai ống khói. Chiếc máy bay tự sát đâm xuống biển, nhưng vẫn gây hư hại đáng kể cho cấu trúc thượng tầng, và gây ra 26 thương vong bao gồm năm người tử trận. Tuy nhiên chiếc tàu khu trục vẫn đảm trách nhiệm vụ của mình, bắn trúng nhiều kẻ tấn công và có thể đã bắn rơi hai máy bay đối phương trong những cuộc đối đầu trong vòng hai tuần sau đó. Nó lên đường quay trở về quần đảo Admiralty vào ngày 16 tháng 11, đi vào cảng Seeadler vào ngày 21 tháng 11, rồi trải qua chín ngày tiếp theo chuẩn bị cho hành trình quay trở về Hoa Kỳ. Nó rời Manus vào ngày 30 tháng 11, và sau các chặng dừng tại Majuro và Trân Châu Cảng, đã về đến San Francisco vào ngày 21 tháng 12.

### Okinawa, 1945
Việc sửa chữa những hư hại trong chiến đấu tại Xưởng hải quân Mare Island đã khiến Ammen lỡ mất dịp tham gia cuộc đổ bộ lên vịnh Lingayen vào tháng 1 năm 1945, cũng như chiếm đóng Iwo Jima vào giữa tháng 2. Sau khi hoàn tất công việc trong xưởng tàu, nó rời San Francisco cùng tàu sân bay hộ tống Chenango (CVE-28) vào ngày 9 tháng 2 để đi Trân Châu Cảng, đi đến Oahu vào ngày 15 tháng 2. Chiếc tàu khu trục tiến hành huấn luyện và hoạt động hộ tống tại vùng biển quần đảo Hawaii cho đến đầu tháng 3, trước khi lên đường vào ngày 4 tháng 3 cùng tàu tuần dương hạng nhẹ St. Louis (CL-49) và tàu khu trục đồng đội cũ Beale (DD-471). Họ ghé qua Eniwetok vào ngày 10 tháng 3 để tiếp nhiên liệu trước khi đi đến đảo san hô Ulithi vào ngày 13 tháng 3. Tách khỏi St. Louis tại Ulithi, Ammen và Beale trở ra khơi để hướng đến Leyte, rồi chuẩn bị cho chiến dịch đổ bộ tiếp theo lên quần đảo Ryūkyū, Nhật Bản.
Ammen rời vịnh Leyte cùng Lực lượng Đặc nhiệm 55, Lực lượng Tấn công phía Nam, vào ngày 27 tháng 3 để tham gia cuộc tấn công lên Okinawa. Lực lượng đi đến ngoài khơi các bãi đổ bộ vào sáng sớm ngày Chúa nhật Phục Sinh 1 tháng 4, và chiếc tàu khu trục đã đảm nhiệm canh phòng bảo vệ tại khu vực vận chuyển trong khi binh lính trên các tàu vận tải thực hiện những chuẩn bị sau cùng; đợt đầu tiên đổ bộ lên bờ lúc 08 giờ 30 phút. Con tàu trải qua mười ngày đầu của tháng 4 tuần tra chống tàu ngầm và bảo vệ phòng không trong khi các tàu vận tải chất dỡ binh lính và tiếp liệu lên Okinawa. Vào ngày 10 tháng 4, nó gia nhập Đội đặc nhiệm 51.2 cho chuyến đi đến quần đảo Mariana, quay trở lại Ryūkyū vào ngày 20 tháng 4.
Việc quay trở lại Okinawa vào ngày 20 tháng 4 đánh dấu một giai đoạn hoạt động mới của Ammen, khi nó đảm nhiệm nhiều trạm cột mốc radar canh phòng khác nhau tại vùng biển chung quanh Okinawa, nhằm cảnh báo các cuộc không kích của đối phương sắp diễn ra, và trợ giúp đánh đuổi chúng. Đây là một trong những vai trò nặng nề nhất mà tàu khu trục phải gánh vác trong Thế Chiến II, do phải trực chiến thường xuyên và liên tục để đối phó với máy bay tấn công cảm tử đối phương. Con tàu chịu đựng cú tấn công đầu tiên ngay ngày đầu tiên thực hiện vai trò này, lúc sau nữa đêm ngày 21 tháng 4; sau khi theo dõi một mục tiêu trên màn màn radar, nó đã không phát hiện ra chiếc máy bay thứ hai tiếp cận ở tầm thấp và phóng một quả bom nổ ngay sát phía đuôi con tàu bên mạn phải. Quả bom nổ dưới nước, tung một cơn mưa mảnh đạn khắp con tàu, khiến tám người trong số thủy thủ bị thương. Nó tiếp tục trực chiến cho đến chiều tối ngày hôm đó, khi được tàu khu trục Russell (DD-414) thay phiên, để có thể quay trở về bãi biển Hagushi, nơi nó chuyển những người bị thương nặng sang chiếc Crescent City (APA-21), rồi đi đến Kerama Retto để được sửa chữa và tiếp liệu.
Sau khi hoạt động tuần tra trong các ngày 26 và 27 tháng 4, Ammen thay phiên cho tàu khu trục Mustin (DD-413) trong vai trò tàu hỗ trợ một trạm cột mốc radar canh phòng phía Bắc Okinawa vào sáng ngày 28 tháng 4. Xế trưa hôm đó, một đợt không kích lớn do Nhật Bản tung ra nhằm phản công cuộc đổ bộ đã nhắm vào Ammen and Bennion (DD-662), con tàu mà nó hỗ trợ tại trạm cột mốc radar canh phòng. Một máy bay Nakajima Ki-43 "Oscar" đã bổ nhào về hướng Ammen và Bennion, và cả hai chiếc tàu khu trục đã nổ súng vào kẻ tấn công, nhưng không ngăn được nó đâm xuống đuôi Bennion. Tuy nhiên Bennion chỉ bị hư hại nhẹ.
Máy bay đối phương tiếp tục lãng vãng trong khu vực suốt đêm, nhưng không chiếc nào tiếp cận gần hơn 3–4 mi (4,8–6,4 km) và không xảy ra đợt tấn công nào khác cho đến đêm hôm sau. Lúc 02 giờ 00 ngày 30 tháng 4, một nhóm sáu đến tám máy bay đối phương xuất hiện trên màn hình radar của Ammen hướng thẳng đến trạm canh phòng của nó. Chiếc tàu khu trục khai hỏa khoảng năm phút sau đó, đồng thời cơ động khôn khéo khiến hai trong số các kẻ tấn công tự sát đâm trượt nó và rơi xuống nước sát bên sườn tàu bên mạn trái. Bennion chịu đựng thêm một hư hại nhẹ khi một chiếc Kamikaze thứ ba đâm sượt qua phía đuôi tàu. Ammen lại tiếp tục cảnh báo một máy bay tự sát thứ tư, nhưng nó cũng bị bắn rơi xuống nước; và sau đó hỏa lực phòng không phối hợp từ cả hai con tàu đã bắn rơi chiếc thứ năm. Chiếc thứ sáu rơi xuống biển cách 3–4 mi (4,8–6,4 km) bên mạn phải; và chiếc thứ bảy bị một máy bay tiêm kích Hoa Kỳ tuần tra ban đêm bắn rơi.
Tình hình tương đối yên tĩnh tại trạm canh phòng của Ammen trong ngày 30 tháng 4 và đêm tiếp theo. Đến giữa trưa ngày 1 tháng 5, nó được tàu khu trục Ingraham (DD-694) thay phiên, và đi đến nơi neo đậu Hagushi để đón lên tàu một đội dẫn đường chiến đấu máy bay tiêm kích cùng thiết bị. Sau khi được tiếp liệu và tiếp nhiên liệu tại Kerama Retto, con tàu hướng đến trạm cột mốc canh phòng radar 9 vào chiều tối ngày 3 tháng 5, và đã trực chiến tại đây cho đến ngày 9 tháng 5, dẫn đường cho máy bay tuần tra chiến đấu trên không (CAP) đánh chặn các cuộc không kích lẻ tẻ bởi những tốp hai, ba hoặc bốn máy bay đối phương. Được tàu khu trục William D. Porter (DD-579) thay phiên vào sáng ngày 9 tháng 5, nó được tiếp liệu tại Kerama Retto trong ngày hôm đó rồi di chuyển đến nơi neo đậu Hagushi vào ngày 10 tháng 5. Đang khi neo đậu tại đây, nó đã nổ súng vào chiều tối ngày 12 tháng 5, nhắm vào một máy bay "Oscar" và một máy bay Nakajima Ki-44 "Tojo" đang tấn công tự sát xuống thiết giáp hạm New Mexico (BB-40). Chiếc "Oscar" đã đâm trượt khỏi mục tiêu, nhưng chiếc "Tojo" đã đâm trúng New Mexico phía giữa tàu.
Ammen quay trở lại nhiệm vụ cột mốc radar canh phòng vào ngày 13 tháng 5, thay phiên cho tàu khu trục Lowry (DD-770) trong nhiệm vụ dẫn đường chiến đấu tại trạm 16 ở cách 50 mi (80 km) về phía Tây Tây Bắc bán đảo Zampa Misaki thuộc Okinawa. Trong sáu ngày tiếp theo, nó đã dẫn đường chiến đấu cho máy bay CAP chống trả nhiều cuộc không kích, nhưng bản thân nó không trực tiếp đụng độ với máy bay đối phương. Được thay phiên vào ngày 18 tháng 5, con tàu quay trở lại Hagushi, và sang ngày 19 tháng 5 nó đi đến Kerama Retto để được sửa chữa cặp bên mạn tàu tiếp liệu khu trục Hamul (AD-20) cho đến ngày 22 tháng 5. Chiếc tàu khu trục quay trở lại nhiệm vụ cột mốc radar canh phòng vào xế trưa ngày 24 tháng 5.
Thời điểm quay trở lại của Ammen trùng hợp với đợt tấn công Kamikaze thứ bảy trong số mười đợt tấn công nhắm vào tàu bè ngoài khơi Okinawa. Đợt tấn công vốn đã bắt đầu lúc chiều tối hôm trước nhưng đã lắng dịu phần nào vào trưa ngày 24 tháng 5, khi Ammen đảm nhận vai trò dẫn đường chiến đấu. Đến 20 giờ 00, phía Nhật Bản gia tăng cường độ tấn công; sáu đợt tấn công đầu tiên mà con tàu phát hiện không gây mối đe dọa trực tiếp cho nó và các tàu tháp tùng tại trạm radar 15. Đợt thứ bảy diễn ra trong phạm vi 5 mi (8,0 km) nhưng vẫn nằm bên ngoài tầm bắn các vũ khí phòng không. Từ đó cho đến 03 giờ 00 ngày 25 tháng 5, máy bay đối phương tiếp tục lãng vãng quanh khu vực, và các con tàu nổ súng mỗi khi những kẻ quấy rối tiếp cận đủ gần.
Trong suốt đêm 24-25 tháng 5, không một phi công Nhật Bản nào tỏ rõ ý định tấn công tại trạm radar 15; và màn hình radar của Ammen sạch bóng đối phương vào đầu buổi sáng ngày 25 tháng 5. Tuy nhiên tình hình nóng dần lên vào lúc giữa buổi sáng, khi nó phát hiệm một tốp máy bay tiếp cận từ phía Bắc ở khoảng cách 40 mi (64 km). Chiếc tàu khu trục đã dẫn đường máy bay CAP đánh chặn đối phương, tiêu diệt hai chiếc Nakajima Ki-44 "Tojo" và hai chiếc Kawasaki Ki-61 "Tony". Tuy nhiên chiếc thứ năm, một chiếc "Tojo", đã vượt qua được hàng rào ngăn chặn, và đến 09 giờ 00 đã bắt đầu đâm bổ tự sát hướng đến Ammen. Chiếc tàu khu trục nổ súng vào kẻ tấn công, nhưng chiếc Kamikaze tiếp tục tăng tốc độ, không đâm trực tiếp xuống Ammen nhưng bay dọc theo chiều dài nó trước khi đâm vào tàu khu trục Stormes (DD-780), trúng vào dàn phóng ngư lôi phía sau. Cho dù bị đánh trúng, Stormes tiếp tục nổi được, và sau khi được sửa chữa nó còn phục vụ trong gần ba thập niên tiếp theo.
Tình hình tại trạm radar 15 trở lại yên tĩnh trong đêm đó cho đến sáng sớm ngày 27 tháng 5, khi phía Nhật Bản tung ra đợt tấn công tự sát thứ tám, đợt cuối cùng với hơn 100 máy bay Kamikaze tham gia. Đối phương khởi đầu bằng việc tấn công các trạm radar khác, nên Ammen không tiếp xúc với đối phương cho đến khoảng 17 giờ 30 phút, khi nó phát hiện một đội hình đối phương tiếp cận Okinawa từ phía Bắc. Không máy bay nào tiếp cận nó cho đến sau 20 giờ 00, nhưng trong khoảng thời gian từ 20 giờ 30 phút đến 02 giờ 00, nó và tàu khu trục Boyd (DD-544) đã phải đánh trả tám đợt không kích phối hợp mà không chịu đựng hư hại nào. Đến 03 giờ 30 phút, màn hình radar của nó sạch bóng đối phương trong phạm vi bán kính 8 mi (13 km), và con tàu khởi hành bốn mươi phút sau đó, đi ngang qua nơi neo đậu Hagushi để đến Kerama Retto, nơi nó được tiếp nhiên liệu và tiếp liệu.
Ammen tiếp tục làm nhiệm vụ cột mốc radar canh phòng thêm bốn tuần lễ, khi hoạt động không quân của Nhật Bản bắt đầu suy giảm đáng kể. Đối phương còn tiến hành hai nỗ lực tấn công tự sát nguy hiểm khác, tiếp cận trong phạm vi các khẩu pháo phòng không của con tàu. Những hàng rào phòng không hiệu quả được những tàu khu trục canh phòng như Ammen dẫn đường đã bắn rơi chúng cách xa các con tàu chung quanh Okinawa. Nó hoàn tất vai trò canh phòng radar vào ngày 23 tháng 6, được tiếp nhiên liệu tại Kerama Retto sáng hôm sau trước khi khởi hành cùng các tàu khu trục khác để hướng đến Leyte, Philippines.
Ammen đi đến Leyte vào ngày 27 tháng 6, nơi nó được nghỉ ngơi và bảo trì. Con tàu lên đường vào ngày 13 tháng 7 cùng Lực lượng Đặc nhiệm 95, được hình thành chung quanh chiếc tàu tuần dương lớn Guam, và đi đến Okinawa vào ngày 16 tháng 7. Lực lượng tiếp tục hành trình ngay ngày hôm đó để thực hiện chiến dịch càn quét chống tàu bè đối phương trong biển Hoa Đông. Sau khi đổi hướng để tránh một cơn bão, lực lượng lại tiếp tục đợt càn quét vào ngày 22 tháng 7, nhưng không bắt gặp bất kỳ tàu bè đối phương nào. Sau khi quay trở về vịnh Buckner, Okinawa vào sáng ngày 24 tháng 7, nó còn tiếp tục thực hiện hai chuyến càn quét tương tự vào cuối tháng 7 và đầu tháng 8.
Sau khi Nhật Bản đầu hàng kết thúc cuộc xung đột vào giữa tháng 8, Ammen tiếp tục hoạt động tại khu vực quần đảo Ryukyu cho đến đầu tháng 9. Vào ngày 7 tháng 9, nó lên đường đi sang chính quốc Nhật Bản, đi đến Nagasaki vào ngày 15 tháng 9, rồi chuyển đến Sasebo sáu ngày sau đó. Nó hoạt động tại vùng biển Nhật Bản cho đến ngày 17 tháng 11, khi nó lên đường cho hành trình quay trở về Hoa Kỳ. Đi ngang qua đảo san hô Midway, Trân Châu Cảng, San Diego và kênh đào Panama, con tàu về đến Charleston, South Carolina vào ngày 23 tháng 12. Sau khi hoàn tất việc đại tu chuẩn bị ngừng hoạt động, nó được cho xuất biên chế vào ngày 15 tháng 4 năm 1946, và neo đậu cùng Đội Charleston trực thuộc Hạm đội Dự bị Đại Tây Dương.

### 1951-1960
Sự kiện Chiến tranh Triều Tiên xảy ra vào mùa Hè năm 1950 đưa đến việc thiếu hụt tàu chiến hoạt động trong các hạm đội hiện dịch. Vì vậy, Ammen được đưa ra khỏi thành phần dự bị để đại tu và tái trang bị, và nó được cho nhập biên chế trở lại tại Charleston, South Carolina vào ngày 5 tháng 4, 1951, dưới quyền chỉ huy của Trung tá Hải quân Ralph P. Desmond. Con tàu được tiếp tục hoàn thiện trong ba tháng tiếp theo, và sau khi huấn luyện ôn tập ngoài khơi vịnh Guantánamo, Cuba trong tháng 7 và tháng 8, nó quay trở lại Charleston trong tháng 9 cho một đợt hiện đại hóa, kéo dài cho đến mùa Hè 1952. Sau khi được huấn luyện ôn tập tại vùng biển Tây Ấn, con tàu gia nhập Hạm đội Đại Tây Dương trong thành phần Đội khu trục 182, đặt căn cứ tại Newport, Rhode Island.
Vào ngày 26 tháng 8, 1952, Ammen khởi hành từ Newport cho lượt hoạt động đầu tiên tại vùng biển Châu Âu. Nó tuần tra trong Địa Trung Hải cùng các đơn vị thuộc Đệ lục Hạm đội cho đến đầu năm 1953, tham gia nhiều hoạt động huấn luyện và viếng thăm thiện chí các cảng dọc bờ biển Châu Âu, Bắc Phi và Trung Đông tại Địa Trung Hải. Con tàu quay trở về Newport vào tháng 2, 1953 và hoạt động cùng Đệ nhị Hạm đội cho đến tháng 8. Đến ngày 10 tháng 8, nó khởi hành từ Boston, Massachusetts để đi sang Viễn Đông, và hoạt động cùng Đệ thất Hạm đội tại vùng biển chung quanh bán đảo Triều Tiên cho đến cuối năm đó. Chiếc tàu khu trục rời khu vực Tây Thái Bình Dương vào ngày 14 tháng 1, 1954, hoàn tất một vòng quanh trái đất khi đi ngang qua Ấn Độ Dương và kênh đào Suez, về đến Newport vào ngày 10 tháng 3. Nó đi vào Xưởng hải quân Philadelphia trong tháng 4 để đại tu theo thường lệ, hoàn tất sửa chữa vào đầu mùa Hè, và tiếp tục huấn luyện tại quần đảo Tây Ấn trong tháng 8 và tháng 9.
Mùa Thu năm đó, Hải đội Khu trục 18 được điều động sang Hạm đội Thái Bình Dương; và do đó, Ammen cùng các tàu đồng đội cùng hải đội khởi hành từ Newport vào ngày 30 tháng 11, 1954, để chuyển sang San Diego. Sau khi băng qua kênh đào Panama và trình diện cùng Tổng tư lệnh Hạm đội Thái Bình Dương, Hải đội Khu trục 18 được đổi tên thành Hải đội Khu trục 21. Sang tháng 1, 1955, chiếc tàu khu trục được bố trí một lượt hoạt động cùng Đệ Thất hạm đội tại khu vực Tây Thái Bình Dương. Trong giai đoạn này nó đã hỗ trợ cho việc triệt thoái lực lượng Trung Hoa dân quốc khỏi quần đảo Đại Trần vốn đang chịu áp lực nặng từ phía lực lượng Cộng Sản từ lục địa. Nó cũng tham gia tuần tra eo biển Đài Loan trước khi kết thúc lượt bố trí.
Sau khi quay trở về San Diego vào ngày 19 tháng 6, chiếc tàu chiến tham gia các hoạt động thường lệ cùng Đệ nhất Hạm đội, tiến hành huấn luyện và tập trận hạm đội tại khu vực Đông Thái Bình Dương, cho đến tháng 1, 1956. Ammen rời San Diego vào ngày 7 tháng 2, một lần nữa được phái sang Viễn Đông trong đợt bố trí kéo dài cho đến cuối tháng 7. Chiếc tàu khu trục quay trở về Hoa Kỳ, về đến San Diego vào ngày 11 tháng 8, và từ ngày 30 tháng 8 được đại tu tại Xưởng hải quân Mare Island gần San Francisco. Nó quay trở lại San Diego vào ngày 7 tháng 12.
Vào ngày 16 tháng 4, 1957, Ammen rời San Diego cho một lượt phục vụ khác cùng Đệ Thất hạm đội tại Viễn Đông. Trên đường đi, nó đổi hướng đi ngang qua Suva thuộc quần đảo Fiji để đến Melbourne, Australia, nơi nó tham gia lễ kỷ niệm 15 năm chiến thắng của lực lượng Đồng Minh trong Trận chiến biển Coral. Sau đó nó hướng lên phía Bắc, đi ngang qua Manus thuộc quần đảo Admiralty và Guam để đến Yokosuka, đến nơi vào ngày 1 tháng 6. Sau lượt phục vụ kéo dài gần bốn tháng, nó rời Yokosuka vào ngày 29 tháng 9 để quay trở về Hoa Kỳ, về đến San Diego vào ngày 14 tháng 10.
Ammen tiếp nối các hoạt động thường lệ cùng Đệ nhất Hạm đội dọc theo khu vực bờ biển California cho đến cuối tháng 6, 1958. Vào ngày 25 tháng 6, nó lên đường cho một lượt hoạt động khác tại khu vực Tây Thái Bình Dương. Nó đi đến Yokosuka vào ngày 13 tháng 7, bắt đầu một lượt phục vụ cùng Đệ Thất hạm đội kéo dài năm tháng. Cho dù bị ảnh hưởng bởi những trục trặc kỹ thuật, chiếc tàu khu trục vẫn phục vụ cùng các tàu sân bay nhanh thuộc Lực lượng Đặc nhiệm 77 và trong các chuyến tuần tra eo biển Đài Loan. Nó rời Yokosuka vào ngày 6 tháng 12, và về đến San Diego vào ngày 18 tháng 12, nơi nó ở lại trong mười tuần để bảo trì, cho thủy thủ đoàn nghỉ ngơi và chuẩn bị cho đợt đại tu tiếp theo.
Vào cuối tháng 2, 1959, Ammen bắt đầu được đại tu tại San Francisco, và sau khi việc sửa chữa hoàn tất nó tiếp nối hoạt động vào tháng 6. Đến giữa tháng 8, nó rời San Diego để hoạt động tại khu vực giữa Trân Châu Cảng và Guam. Nó quay trở lại vùng bờ biển California một thời gian ngắn vào cuối tháng 9 để vào Xưởng hải quân Long Beach sửa chữa, và sang đầu tháng 10 đã thực hiện chuyến hoạt động cuối cùng sang khu vực Tây Thái Bình Dương, rồi quay trở về Hoa Kỳ vào đầu năm 1960, nơi con tàu chuẩn bị xuất biên chế.
Đang khi chuyển giữa Seal Beach và San Diego vào ngày 19 tháng 7, 1960 để xuất biên chế, Ammen bị tai nạn va chạm với tàu khu trục Collett (DD-730), khiến 11 thủy thủ của Ammen thiệt mạng cùng 20 người khác bị thương. Tàu tuần duyên USCGC Heather (WAGL / WLB-331) đã trợ giúp vào việc cứu nạn, và được kéo đến Long Beach và sau đó đến San Diego, nơi nó được cho xuất biên chế vào ngày 15 tháng 9, 1960. Tên nó được cho rút khỏi danh sách Đăng bạ Hải quân vào ngày 1 tháng 10, 1960, và con tàu được bán cho hãng National Metal and Steel Corporation vào ngày 20 tháng 4, 1961 để tháo dỡ.

## Phần thưởng
Ammen được tặng thưởng tám Ngôi sao Chiến trận do thành tích phục vụ trong Thế Chiến II.